# Lijst van studentenverenigingen in Rotterdam
Onderstaande is een (niet volledige) lijst van studentenverenigingen in Rotterdam.
| Vereniging                                                                                     | Oprichtingsdatum                      | Status         | Doelgroep/Instituut | Koepelorganisatie/Netwerk                                                                                                | Ledental | Afbeelding |
| ---------------------------------------------------------------------------------------------- | ------------------------------------- | -------------- | --- | --- | -------- | ---------- |
| Rotterdamsch Studenten Corps/Rotterdamsche Vrouwelijke Studenten Vereeniging (R.S.C./R.V.S.V.) | 11 december 1913 1915 1 augustus 2017 | Actief         | Erasmus Universiteit Rotterdam Hogeschool Rotterdam Hogeschool Inholland Rotterdam Willem de Kooning Academie Hogeschool Tio Rotterdam Codarts Thomas More Hogeschool EuroCollege Rotterdam | Algemene Senaten Vergadering Landelijke Kamer van Verenigingen Rotterdamse Kamer van Verenigingen                        | 1530     |            |
| Rotterdamse Studentenvereniging Sanctus Laurentius (R.S.V. Sanctus Laurentius)                 | 7 december 1914                       | Actief         | Erasmus Universiteit Rotterdam Hogeschool Rotterdam Hogeschool Inholland Rotterdam Willem de Kooning Academie Hogeschool Tio Rotterdam Codarts Thomas More Hogeschool EuroCollege Rotterdam | Aller Heiligen Convent Landelijke Kamer van Verenigingen Rotterdamse Kamer van Verenigingen                              | 1200     |            |
| Societas Studiosorum Reformatorum Rotterdam (S.S.R.-Rotterdam)                                 | 1918                                  | Actief         | Erasmus Universiteit Rotterdam Hogeschool Rotterdam Hogeschool Inholland Rotterdam Willem de Kooning Academie Hogeschool Tio Rotterdam Codarts Thomas More Hogeschool EuroCollege Rotterdam | Intercity Verbond Societas Studiosorum Reformatorum Landelijke Kamer van Verenigingen Rotterdamse Kamer van Verenigingen | 850      |            |
| Rotterdamsch Studenten Gezelschap (R.S.G.)                                                     | 1 november 1921                       | Actief         | Erasmus Universiteit Rotterdam Hogeschool Rotterdam Hogeschool Inholland Rotterdam Willem de Kooning Academie Hogeschool Tio Rotterdam Codarts Thomas More Hogeschool EuroCollege Rotterdam | Convenant van Amicalen Landelijke Kamer van Verenigingen Rotterdamse Kamer van Verenigingen                              |          |            |
| Navigators Studentenvereniging Rotterdam (N.S.R.)                                              | 1973                                  | Actief         | Erasmus Universiteit Rotterdam Hogeschool Rotterdam Hogeschool Inholland Rotterdam Willem de Kooning Academie Hogeschool Tio Rotterdam Codarts Thomas More Hogeschool EuroCollege Rotterdam | Navigators Studentenverenigingen Landelijke Kamer van Verenigingen Rotterdamse Kamer van Verenigingen                    | 300      |            |
| Vereniging van Gereformeerde Studenten te Rotterdam (V.G.S.R.)                                 | 1950                                  | Actief         | Erasmus Universiteit Rotterdam Hogeschool Rotterdam Hogeschool Inholland Rotterdam Willem de Kooning Academie Hogeschool Tio Rotterdam Codarts Thomas More Hogeschool EuroCollege Rotterdam | |          |            |
| Studenten Vereniging Rotterdam Gaudium (S.V.R. Gaudium)                                        | 9 februari 1989                       | Opgeheven      | Erasmus Universiteit Rotterdam Hogeschool Rotterdam Hogeschool Inholland Rotterdam Willem de Kooning Academie Hogeschool Tio Rotterdam Codarts Thomas More Hogeschool EuroCollege Rotterdam | Landelijke Kamer van Verenigingen Rotterdamse Kamer van Verenigingen                                                     |          |            |
| ACE                                                                                            | februari 1982                         | Actief         | Erasmus Universiteit Rotterdam - Geschiedenis, media en communicatiewetenschappen en algemene cultuurwetenschappen                                                                          | | 800      |            |
| AEclipse                                                                                       |                                       | Actief         | Erasmus Universiteit Rotterdam - Algemene economie | |          |            |
| AIESEC Rotterdam                                                                               |                                       | Actief         | Erasmus Universiteit Rotterdam | Association Internationale des Étudiants en Sciences Économiques et Commerciales (AIESEC)                                |          |            |
| Astrea                                                                                         |                                       | Actief         | Erasmus Universiteit Rotterdam - Erasmus Honours Law College | |          |            |
| Sociale Faculteitsvereniging Cedo Nulli                                                        | 29 augustus 1979                      | Actief         | Erasmus Universiteit Rotterdam - Psychologie, sociologie, bestuurskunde en pedagogische wetenschappen                                                                                       | | 1750     |            |
| Rotterdamse Fiscalisten Vereniging Christiaanse-Taxateur                                       | 1993                                  | Actief         | Erasmus Universiteit Rotterdam - Fiscaal recht en fiscale economie | | 850      |            |
| Criminologie In Actie (CIA)                                                                    | 2001                                  | Actief         | Erasmus Universiteit Rotterdam - Criminologie | |          |            |
| ENACTUS Erasmus University Rotterdam                                                           | 2007                                  | Actief         | Erasmus Universiteit Rotterdam - Ondernemerschap | |          |            |
| Erasmus Centre for Entrepreneurship (ECE)                                                      | 2013                                  | Actief         | Erasmus Universiteit Rotterdam - Ondernemerschap | |          |            |
| Economische Faculteitsvereniging Rotterdam (EFR)                                               | 1925                                  | Actief         | Erasmus Universiteit Rotterdam - Economie | | 6000     |            |
| ELSA Rotterdam                                                                                 | 16 mei 1990                           | Actief         | Erasmus Universiteit Rotterdam - Rechtsgeleerdheid | European Law Students' Association                                                                                       |          |            |
| Wijsgerige Faculteitsvereniging ERA                                                            | 1986                                  | Actief         | Erasmus Universiteit Rotterdam - Wijsbegeerte | |          |            |
| FAECTOR                                                                                        |                                       | Actief         | Erasmus Universiteit Rotterdam - Econometrie | | 1800     |            |
| Financiële Studievereniging Rotterdam (FSR)                                                    | 1999                                  | Actief         | Erasmus Universiteit Rotterdam - Financiën, accounting en controlling | | 2500     |            |
| GreenEUR                                                                                       | 2009                                  | Actief         | Erasmus Universiteit Rotterdam - Interfacultair | |          |            |
| HonEURs Alumni Vereniging                                                                      | 2008                                  | Actief         | Erasmus Universiteit Rotterdam - Interfacultair | | 600      |            |
| In Duplo                                                                                       | 1999                                  | Actief         | Erasmus Universiteit Rotterdam - Mr.drs.-studenten (combinatie rechtsgeleerdheid en economie of bedrijfskunde)                                                                              | | 1000     |            |
| Juridische Faculteitsvereniging Rotterdam (JFR)                                                | 1963                                  | Actief         | Erasmus Universiteit Rotterdam - Rechtsgeleerdheid | | 4500     |            |
| Marketing Association EUR (MAEUR)                                                              | 1969                                  | Actief         | Erasmus Universiteit Rotterdam - Marketing | | 1200     |            |
| Medische Faculteitsvereniging Rotterdam (MFVR)                                                 | 10 april 1967                         | Actief         | Erasmus Universiteit Rotterdam - Geneeskunde | | 2200     |            |
| New Fashion Society (NFS)                                                                      |                                       | Actief         | Erasmus Universiteit Rotterdam - Interfacultair | |          |            |
| Rotterdam Consulting Club (RCC)                                                                |                                       | Actief         | Erasmus Universiteit Rotterdam - Consulting | |          |            |
| RSM Student Representation                                                                     | 1985                                  | Actief         | Erasmus Universiteit Rotterdam - Bedrijfskunde | |          |            |
| Study Association Behavioural Economics Rotterdam (SABER)                                      |                                       | Actief         | Erasmus Universiteit Rotterdam - Gedragseconomie | |          |            |
| Stichting Belastingwinkel Rotterdam (SBR)                                                      | 1975                                  | Actief         | Erasmus Universiteit Rotterdam - Fiscaal recht en fiscale economie | |          |            |
| Faculty Association SHARE                                                                      | 1983                                  | Actief         | Erasmus Universiteit Rotterdam - Beleid en management in de gezondheidszorg | |          |            |
| Solve Consulting Rotterdam                                                                     | 2007                                  | Actief         | Erasmus Universiteit Rotterdam - Consulting | |          |            |
| Study Association Rotterdam School of Management (STAR)                                        | 27 mei 1977                           | Actief         | Erasmus Universiteit Rotterdam - Bedrijfskunde, management, financiën en accounting | | 6500     |            |
| Transito                                                                                       |                                       | Actief         | Erasmus Universiteit Rotterdam - Stedelijke, haven- en transporteconomie | |          |            |
| VRiSBI - Vereniging Rotterdamse Studenten Bestuurlijke Informatica                             | 23 februari 1990                      | Opgeheven 2013 | Erasmus Universiteit Rotterdam - Economie en informatica (voorheen Bestuurlijke Informatica)                                                                                                | |          |            |